# Secretaría General para la Innovación y Calidad del Servicio Público de Justicia
La Secretaría General para la Innovación y Calidad del Servicio Público de Justicia (SGICSPJ) de España es el órgano directivo del Ministerio de la Presidencia, Justicia y Relaciones con las Cortes que se encarga, respecto de la Administración de Justicia, de las funciones de impulso, dirección y seguimiento de su desarrollo como servicio público; la ordenación y distribución de sus recursos humanos, materiales y financieros, incluyendo la gestión de las indemnizaciones por razón de servicio, sin perjuicio de las competencias de otras unidades del departamento, y el examen y comprobación de todas las cuentas correspondientes a los créditos que gestiona; las relaciones ordinarias con sus diferentes órganos y la dirección e impulso de los procesos de traspaso de medios materiales y personales en esta materia, sin perjuicio de las competencias de la Subsecretaría.
Por otro lado, le corresponde la identificación y búsqueda, el mantenimiento y gestión, así como el intercambio de información de efectos, bienes, instrumentos y ganancias procedentes de actividades delictivas, así como su puesta a disposición judicial, de conformidad con la normativa vigente.
Asimismo, es responsable, a través del correspondiente órgano directivo, las relaciones con el Consejo General del Poder Judicial, el Ministerio Fiscal, el Centro de Estudios Jurídicos, los profesionales de la Justicia y con las comunidades autónomas, la gestión de los medios personales y materiales y recursos económicos de la Administración de Justicia, el impulso y la gestión de los expedientes de contratación en el ámbito de competencias de la misma y el ejercicio de las competencias atribuidas en materia de programación de la Carrera Fiscal y del Cuerpo de Letrados de la Administración de Justicia, asistencia jurídica gratuita, gestión de los expedientes de responsabilidad patrimonial del Estado por el funcionamiento de la Administración de Justicia, demarcación y planta judicial, acceso a profesiones jurídicas, organización y coordinación territorial y la dirección y coordinación de las Gerencias Territoriales.
Por último, le corresponden la dirección, impulso y gestión de las atribuciones ministeriales relativas a estado civil y nacionalidad, el Registro Civil, la fe pública notarial, los derechos registrales, el Registro General de Actos de Última Voluntad, el Registro de Fundaciones, el Registro de Mediadores e Instituciones de Mediación y el Registro Central de Titularidades Reales, así como las relaciones con el Consejo General del Notariado y el Colegio de Registradores de la Propiedad, Mercantiles y de Bienes Muebles de España.

## Historia
La Secretaría General de la Administración de Justicia nace en abril de 2008 bajo la denominación de Secretaría General de Modernización y Relaciones con la Administración de Justicia y como un órgano con doble objetivo: modernizar la Administración de Justicia y potenciar las relaciones con sus órganos, y esto lo hacía a través de dos órganos directivos.
Es durante el gobierno de Mariano Rajoy cuando se renombra como Secretaría General de la Administración de Justicia y la figura del secretario general gana peso al desarrollar la previsión la disposición adicional novena de la Ley Orgánica 19/2003 que reformaba la Ley Orgánica del Poder Judicial y que daba a un funcionario del ministerio la categoría de Secretario General de la Administración de Justicia, lo que coloca a este organismo y a su titular en la cúspide del Cuerpo de Letrados de la Administración de Justicia y que se encarga de la dirección y coordinación de los Secretarios de Gobierno y del resto de secretarios judiciales.
Desde 2012 hasta 2018 solo tuvo un único órgano directivo, la Dirección General de Relaciones con la Administración de Justicia (DGRAJ), pero en 2018, el nuevo gobierno recupera la antigua Dirección General de Modernización de la Administración de Justicia pero sin las competencias en relaciones que las asumía la DGRAJ, y asumiendo las competencias de la Oficina de Recuperación y Gestión de Activos, que antes dependía como un órgano independiente de la Secretaría de Estado de Justicia.
La última y vigente reforma de este órgano ocurre a principios de 2020. Bajo el mandato del ministro Juan Carlos Campo, se produce una profunda reforma del Departamento de Justicia, reforma que afecta a la Secretaría General; el Gobierno, con el objetivo de llevar a cabo «una transformación estructural del derecho constitucionalmente protegido de la ciudadanía al acceso a la justicia y a la tutela efectiva en el ejercicio de sus derechos e intereses legítimos, sin que medie indefensión, dilaciones indebidas o dificultades en la utilización de los medios de prueba pertinentes para su defensa» renombra el órgano como Secretaría General para la Innovación y Calidad del Servicio Público de Justicia y, manteniendo las competencias que hasta ahora tenía, se le adhieren otras como el control de todos los registros y los fedatarios públicos a través de la Dirección General de Seguridad Jurídica y Fe Pública (DGSJFP), que antes dependía de la Subsecretaría. Además, todas sus direcciones generales son renombradas y la DGSJFP asume las funciones de Oficina de Recuperación y Gestión de Activos que había estado ejerciendo la Dirección General de Modernización de la Justicia, Desarrollo Tecnológico y Recuperación y Gestión de Activos (actualmente Dirección General de Transformación Digital de la Administración de Justicia).
En abril de 2022, una pequeña reforma le adscribió la Subdirección General para la Innovación y Calidad de la Oficina Judicial y Fiscal de la Dirección General para el Servicio Público de Justicia, al considerar que son competencias más propias de la Secretaría General, al ser su titular el responsable máximo del Cuerpo de Letrados y esta subdirección asume las competencias más importantes en ese ámbito.

## Estructura
De la Secretaría General dependen los siguientes órganos:
- La Dirección General para el Servicio Público de Justicia.
- La Dirección General de Transformación Digital de la Administración de Justicia.
- La Dirección General de Seguridad Jurídica y Fe Pública.
- La Subdirección General para la Innovación y Calidad de la Oficina Judicial y Fiscal, a la que corresponde la dirección, coordinación y demás competencias respecto de los Secretarios de Gobierno y de los demás integrantes del Cuerpo de Letrados de la Administración de Justicia; la ordenación de la cuenta de depósitos y consignaciones; la centralización y consolidación de la información estadística que deba recibir el Ministerio de Justicia a través de los Secretarios de Gobierno y los mencionados Letrados, la participación en la elaboración del Plan Estadístico Nacional en materia judicial, así como el tratamiento y seguimiento de las estadísticas relacionadas con la Administración de Justicia y el apoyo a la Comisión Nacional de Estadística Judicial; la elaboración de programas, directrices e instrumentos para la transformación digital de la Justicia y para la implantación de la Oficina Judicial, de las Unidades Administrativas y de la Oficina Fiscal, así como la evaluación de su proceso de implantación; el diseño de la estructura básica de la Oficina Judicial y la Oficina Fiscal y la aprobación de forma definitiva de las relaciones de puestos de trabajo de las oficinas judiciales y fiscales en todo el territorio del Estado; la implantación y evaluación de programas de calidad de los servicios en las oficinas judiciales y fiscales; la organización y el funcionamiento de las oficinas judiciales y fiscales en materias propias de las competencias del Departamento y el impulso y apoyo técnico a la Comisión de Implantación de la Oficina Judicial; así como la obtención, tratamiento y mantenimiento de contenidos en relación con las cargas de trabajo de los órganos judiciales, planta y demarcación judicial, carrera judicial y estructura territorial del Estado, para su gestión y consolidación en soportes digitales y en sistemas de información geográfica y la elaboración de estudios sobre los contenidos anteriores, aportación de información a centros directivos y explotación y difusión de contenidos en portales y sitios de colaboración.
- El Gabinete Técnico, como órgano de apoyo y asistencia al titular de la Secretaría General, al que se atribuyen las funciones de coordinación y seguimiento de las actividades de las unidades que dependen de la misma.

## Secretarios generales
El titular de la Secretaría General tiene la condición de Secretario General de la Administración de Justicia, según lo previsto en el artículo 463.2 de la Ley Orgánica del Poder Judicial. Igualmente, el titular de la Secretaría General desempeñará la Presidencia del Consejo del Secretariado y, cuando corresponda, de la Comisión Permanente del Comité Técnico Estatal de la Administración Judicial Electrónica.
- Julio Martínez Meroño (2008-2009)
- Ignacio Sánchez Guiu (2009-2012)
- Joaquín Silguero Estagnan (2012-2014)
- Antonio Dorado Picón (2014-2018)
- Antonio Viejo Llorente (2018-2020)
- Francisco de Borja Vargues Valencia (2020-2021)[6]
- Manuel Olmedo Palacios (2021-2023)[7]
- Sofía Puente Santiago (2023-)[8]